# Dominikana na Letnich Igrzyskach Olimpijskich 1996
Dominikanę na Letnich Igrzyskach Olimpijskich 1996 reprezentowało 16 zawodników, 12 mężczyzn i 4 kobiety.

## Boks
- Joan Guzmán - odpadł w 1 rundzie
- Gabriel Hernández - kategoria do 81 kg (odpadł w 1 rundzie)
- Rogelio Martínez - odpadł w 1 rundzie
- Miguel Mojica - kategoria do 60 kg (odpadł w 1 rundzie)
- Johnny Nolasco - kategoria do 54 kg (odpadł w 2 rundzie)
- José Pérez Reyes - kategoria do 48 kg (odpadł w 1 rundzie)

## Judo
- Francis Figuereo - 13. miejsce
- José Augusto Geraldino - 21. miejsce
- Dulce Piña - 9. miejsce

## Lekkoatletyka
- Julio Luciano - skok wzwyż (odpadł w eliminacjach)
- Adalberto Méndez - bieg na 100 m (odpadł w 1 rundzie)
- Juana Rosario Arrendel - skok wzwyż (odpadła w eliminacjach)

## Podnoszenie ciężarów
- Alfonso Grullart - 30. miejsce

## Tenis ziemny
- Joëlle Schad - odpadała w 1 rundzie

## Tenis stołowy
- Blanca Alejo - faza grupowa